# 이만트라호

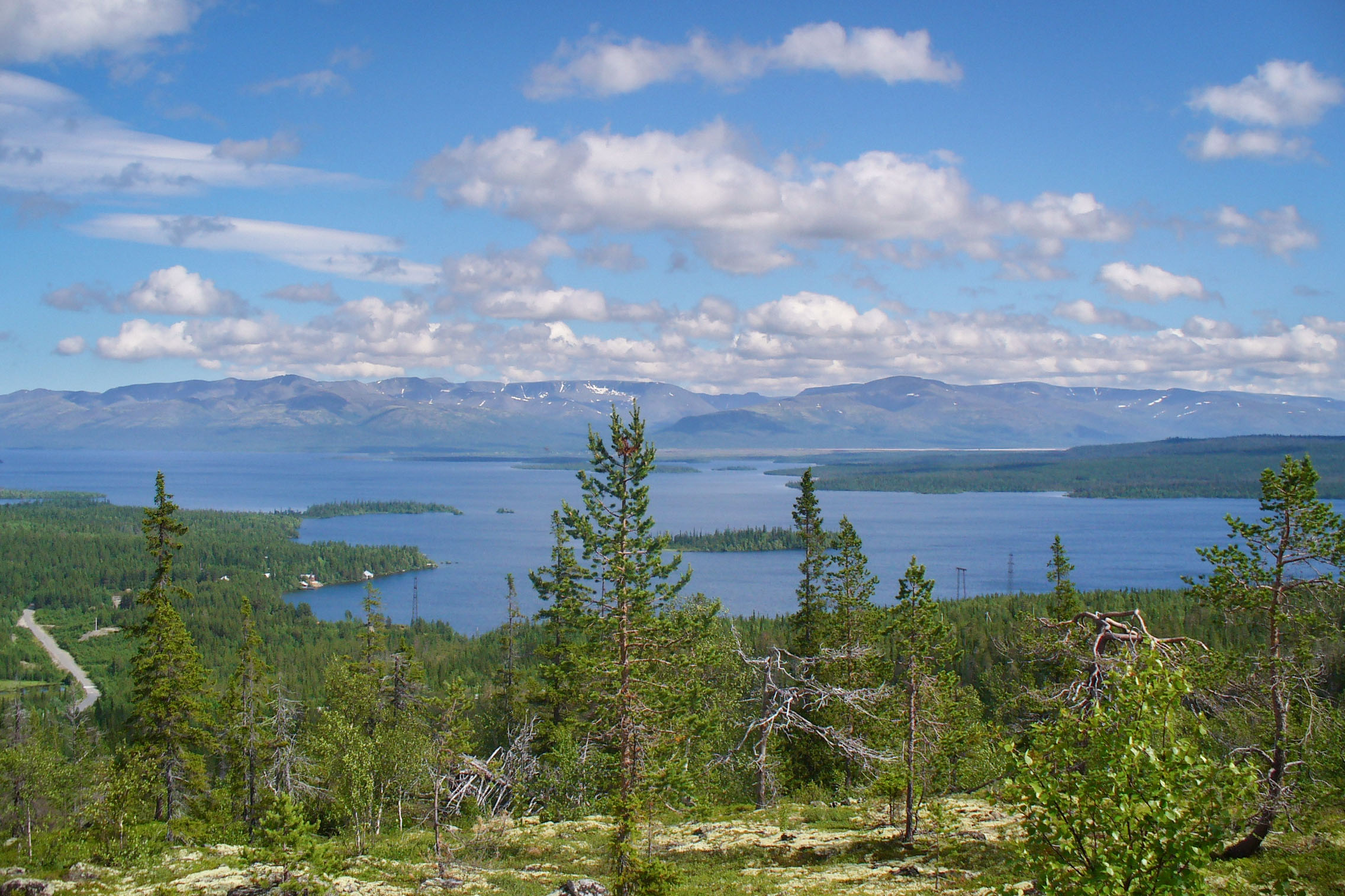

이만트라호 (Имандра)는 콜라반도에 위치한 호수이다. 남쪽에는 무르만스크주가 위치해 있다. 호수 면적은 880 km2이고 백해에 접해 있다.